# 억만인의 신앙
《억만인의 신앙》(The Faith of Millions)은 로마 가톨릭교회 신부인 존 A. 오브라이언에 의해 쓰여진 책이다. 제임스 기본스가 저술한 《교부들의 신앙》(The Faith of Our Fathers)의 유지를 따르는 의미로 제목이 정해졌으며, 교부들의 신앙의 전반적인 내용이 다소 방어를 위한 논쟁적인 말투였다면, 이 책은 부드럽게 설명하는 말투로 쓰여졌다는 논지로 책머리에서 1937년 당시 필라델피아 대주교였던 도거티 추기경이 추천하였다. 대한민국에서는 《정진석 추기경 전집》 중 일부로서 추기경 정진석이 번역하였다.